# چفت‌حصار (گرگر)
چفت‌حصار {{ترکی|Çifthisar) (به کردی: Merdîs) یک منطقهٔ مسکونی در ترکیه است که در گرگر، آدیامان واقع شده‌است.